# Alahis
Alahis či Alagis (7. století – 689 Lodi) byl ariánský vévoda z Trentu a Brescie. V roce 688 byl vůdcem povstání proti langobardskému králi Cunipertovi, během něhož Cuniperta sesadil a stal se králem Langobardů. Jeho vláda ale byla krátká.
Alahis byl ariánského vyznání, zatímco království vládl katolický král Perctarit, což vyvolalo v roce 680 mezi ariánskou frakcí vedenou Alahisem a katolickou šlechtou povstání, během něhož byl Alahis králem Perctaritem zajat. Po krátké době věznění byl ale králem omilostněn a z vězení propuštěn.
V roce 688, když Perctarit zemřel, se vlády v království ujal jeho syn Cunipert. Této situace Alahis využil a znovu se postavil do čela povstání, kdy se během Cunipertovy nepřítomnosti v královském paláci v Pávii zmocnil trůnu. Cunipertovi se podařilo uniknout na hrad na Comském jezeře. Alahisova vláda ale byla krutá a tyranská, a tak brzy ztratil podporu lidu, včetně ariánské frakce. Když Alahis v roce 689 vyjel z Pavie zkontrolovat své vojenské jednotky, Cunipert využil situace a Pavii obsadil. Alahis se odmítl vzdát trůnu, a tak byl poblíž řeky Adda u města Lodi v bitvě u Cornate d'Adda se svými furlanskými spojenci poražen a zabit.
Po návratu Cuniperta na trůn se v království Langobardů definitivně prosadil katolicismus.